# Municipio de Chacaltianguis
El municipio de Chacaltianguis se encuentra en el estado de Veracruz en la zona sur del estado mexicano, en la región llamada Papaloapan. Es uno de los 212 municipios de la entidad. El municipio lo conforman 12 localidades en las cuales habitan 11 416 personas. Su cabecera es la localidad de Chacaltianguis.

## Toponimia
Población fundada en el siglo XV en la época prehispánica por pobladores indígenas de lengua popoluca y se le conocía desde entonces con el nombre de "CHACALTIANQUIZCO"escrito en la toponimia indígena náhuatl,que al descomponer el nombre en sus vocablos constitutivos CHACAL que quiere decir camarón y TIANGUIS mercado,(Mercado de camarones de río;de Chacalín; camarón grande,y Tianquiztli;mercado), posteriormente a partir del año de 1777 sus pobladores escogieron en llamarle CHACALTIANGUIS"significa"En el Mercado del Camarón",ya que en tiempos prehistóricos periódicamente se reunían los jefes de los pueblos vecinos para tomar acuerdos en relación con los precios y formas de trueques que habían de regir en "CHACALTIANQUIZCO".

## Ubicación y Límites
Está ubicado en las coordenadas 18°18′13.26″N 95°50′36.07″O / 18.3036833, -95.8433528 y cuenta con una altura de 10 msnm.
Sus límites son:
- Norte:  Cosamaloapan.
- Sur:  José Azueta y el Estado de Oaxaca.
- Este:  José Azueta
- Oeste: Tuxtilla.

## Clima
Chacaltianguis es un municipio con un clima principalmente cálido y seco, con una temperatura media anual de 25,8 °C, con lluvias casi todo el verano y unas más en invierno.

## Hidrografía
El municipio está en la rivera derecha del río Papaloapan y lo atraviesa el río Obispo, que es tributario del río Papaloapan, además de múltiples arroyos. Algunas de las lagunas más grandes son las de Lagarto y El Burro.

## Historia
Chacaltianguis tiene su origen en la época prehispánica. En el siglo XVI era un pueblo sujeto a Otatitlan. En cuanto a la jurisdicción religiosa pertenecía a Guaspaltepec, pero a finales del siglo XVI este pueblo desaparece, el cura se muda a Chacaltianguis estableciendo allí la cabecera parroquial. En el año 1600, tenía 37 tributarios que cultivaban algodón y cacao. Eran de nación Popoluca y hablaban náhuatl. La iglesia era pequeña con la cubierta de paja, al igual que la casa parroquial.
En 1746, lo habitaban 27 familias de españoles, 8 familias de mulatos y negros, y 30 familias de indios popolucas. En sus cercanías había 19 ingenios o trapiches, un trapiche en la isleta del pueblo que permaneció hasta el siglo XIX, el trapiche de los Ávila en donde se producia azúcar y piloncillo, además cultivaban maíz y algodón.
En 1831, Chacaltianguis era conocido como San Juan Bautista Chacaltianguis. El pueblo limitaba con el pueblo de Cosamaloapan, la Hacienda de Uluapa, la ranchería de Tuxtilla, y la Hacienda Santo Tomás de las Lomas. Tenía 1.303 habitantes (389 hombres, 488 mujeres y 466 niños). El pueblo contaba con escuela de primeras letras, iglesia parroquial de mampostería y teja, un alambique para aguardiente de caña, y hornos para cal, teja y ladrillo. Producía algodón, maíz, caña dulce (caña de azúcar), frijol y frutas, especialmente plátano. El comercio se basaba en estos productos y sus derivados como la miel, piloncillo y aguardiente, además de los productos europeos y nacionales.

## Cultura
Chacaltianguis cuenta también con la orquesta y danzonera Alberto Ávila, cuya fundación se remonta aproximadamente al año 1935.
En la población existen 8 artesanos dedicados a la fabricación de muebles de madera con figuras talladas y de relieve. Sus trabajos son altamente calificados.
Chacaltianguis celebra dos festividades por año: La primera es en honor al "Santo Padre Jesús" quien es patrono del lugar y su celebración desde hace más de 100 años, su celebracion es en el 3° viernes del mes de enero de cada año, cuyo principal atractivo de estas fiestas para los turistas es el embalse, en donde se sueltan toros bravos que persiguen a la gente por las principales calles de la población, el paseo del santo por las aguas del río Papaloapan. También se llevan a cabo las competencias de la "Cucaña" (Palo ensebado), sartén tiznado, carrera de encostalados, desfile de la mojiganga acompañada de las acordes y notas de la danzonera Alberto Ávila, orgullo de los chacaltiangueños. También se llevan a cabo otros eventos como carreras de caballo, jaripeo, bailes folclóricos, bailes con grupos de la región, partidos de béisbol, etc.
La segunda festividad es la tradicional Feria del Mango que desde el año de 1954, por indicaciones del entonces Gobernador del Estado de Veracruz, el licenciado Marco Antonio Muñoz, se celebró de manera oficial la primera feria del Mango. Este acontecimiento cada año se da en el mes de mayo, aunque años atrás se celebraban estas fiestas del mango en el mes de enero. En estas fiestas se llevan a cabo eventos de carácter cultural, como: exposiciones de productos de la región, bailables folclóricos, etc.
Cabe hacer mención, también, que Chacaltianguis por sus características arquitectónicas estilo colonial de algunas de sus casas siempre resulta de interés para visitantes de todas partes de México, prueba de ello es que ha sido escenario de la filmación de importantes cintas como la del prestigiado director Arturo Ripstein El coronel no tiene quien le escriba, basada en la novela homónima de Gabriel García Márquez, la cual contó con la participación de importantes figuras del celuloide de la talla de Salma Hayek, Fernando Luján, Marisa Paredes, Patricia Reyes Espíndola, Rafael Inclán, Odiceo Birchir y Ernesto Yáñez.

## Personajes destacados
- Guillermina Nicolasa Bravo Canales (1920-2013). Bailarina, maestra y coreógrafa avant garde en el panorama mundial. Es la principal figura de la danza mexicana en el siglo XX. En 1948 funda el Ballet Nacional de México, pilar de la danza en México. Con una sólida formación musical, Guillermina transitó por diferentes búsquedas artísticas y es la responsable de la profesionalización de la danza en México a través del Seminario del Ballet Nacional de México, que se convertiría en 1991 en el Colegio Nacional de Danza Contemporánea, en la ciudad de Querétaro.  Doctor Honoris Causa por la Universidad Veracruzana, en 1979 se convierte en la primera mujer en recibir el Premio Nacional de las Artes.